# Elisabeth (альбом)
Elisabeth — второй студийный альбом американского кантри-певца Зака Брайана, вышедший 8 мая 2020 года на лейбле Belting Bronco. Продюсером был Leo Alba. Брайан записал альбом самостоятельно, используя свой ноутбук в сарае за своим домом, а его релизу предшествовал сингл «Heading South», получивший платиновые сертификации в США, Канаде, Австралии и Новой Зеландии.

## Отзывы
| Оценки критиков | Оценки критиков |
| Источник        | Оценка          |
| --------------- | --------------- |
| AllMusic        | [ 4 ]           |
| Sputnikmusic    | 4.5/5           |

Стивен Томас Эрлевайн из AllMusic считает, что альбом «во многом напоминает дебютный альбом DeAnn», в первую очередь «скудным инструментарием: в то время как Брайан привнес некоторые легкие ритмические текстуры и цвета на полях, Elisabeth все еще ощущается как сольный роман, запись, где его застали за перебиранием струн в своей спальне». Эрлевайн сравнил прослушивание альбома с «подслушиванием, как ваш меланхоличный сосед выстукивает свою душу в предрассветные часы». Штатный рецензент Sputnikmusic описал Брайана как «олицетворение аксиомы „меньше — значит больше“, и когда дело доходит до аутентичности, он — настоящий мастер», также обнаружив, что альбом «не создан для того, чтобы завораживать. Он туманный, некачественный и преимущественно акустический. Бывают моменты, когда вам придется продираться сквозь спальное производство, чтобы добраться до сердца песни […], но это стоит того, чтобы побороться с теми немногими, у кого хватит терпения выдержать восемнадцать прямых акустических баллад в стиле американа».

## Удаление песен и изменение обложки
В 2022 году Брайан удалил песни «Anita, Pt. 2» и «Elisabeth» из стриминговых сервисов. В июне 2024 года обложка альбома также была обновлена на стриминговых сервисах, чтобы удалить фотографию и название альбома. Альбом был назван в честь и на обложке была изображена тогдашняя жена Брайана Роуз Элизабет Мэдден, пара развелась в 2021 году.

## Список композиций
| №                   | Название                       | Длительность |
| ------------------- | ------------------------------ | ------------ |
| 1.                  | «Come as You Are»              | 4:45         |
| 2.                  | «From a Lover's Point of View» | 3:04         |
| 3.                  | «Driving»                      | 3:23         |
| 4.                  | «Heading South»                | 3:30         |
| 5.                  | «Cold Blooded»                 | 3:25         |
| 6.                  | «Mine»                         | 2:58         |
| 7.                  | «Leaving»                      | 3:27         |
| 8.                  | «Codeine Pills, Pt. 1»         | 3:16         |
| 9.                  | «Anita, Pt. 2»                 | 3:43         |
| 10.                 | «Hopefully»                    | 3:57         |
| 11.                 | «Messed Up Kid»                | 4:19         |
| 12.                 | «Loom»                         | 2:43         |
| 13.                 | «Me and Mine»                  | 3:09         |
| 14.                 | «Old Man»                      | 4:01         |
| 15.                 | «A Boy Like You»               | 4:48         |
| 16.                 | «Elisabeth»                    | 3:19         |
| 17.                 | «Washington Lilacs»            | 2:47         |
| 18.                 | «Revival»                      | 3:41         |
| Общая длительность: | Общая длительность:            | 64:15        |

## Чарты
| Чарт (2022—2024)                   | Высшая позиция |
| ---------------------------------- | -------------- |
| Канада (Canadian Albums Chart)     | 49             |
| США (Billboard 200)                | 80             |
| США (Billboard Folk Albums)        | 6              |
| США (Billboard Top Country Albums) | 18             |
| США (Billboard Top Rock Albums)    | 12             |

| Чарт (2023)                        | Позиция |
| ---------------------------------- | ------- |
| США Top Country Albums (Billboard) | 26      |
| США Top Rock Albums (Billboard)    | 31      |